# 広沢瓢右衛門
広沢 瓢右衛門（ひろさわ ひょうえもん、1897年〈明治30年〉10月17日 - 1990年〈平成2年〉2月17日）は、浪曲師。大阪市浪速区生まれ。本名・小島美士五郎。実の兄が3代目広沢当昇。

## 来歴
父は床亭という名の理髪店を経営。尋常小学校を中退し、堺市・東湊の「床市」という理髪店に修行。その頃、兄が浪曲師になる。父も趣味で小屋を借りては浪曲師を集めては浪曲の会を開いていた。子供の頃から楽屋に出入りするようになり、理髪店の修行の傍ら浪曲の会に出るようになる。
13歳の時に先輩の浪曲師の勧めで理髪店を飛び出し浪曲に入る。1911年に広沢当円の門下（または兄の広沢当昇の門下）となり「広沢当瓢」、1912年に、桃中軒雲右衛門にあやかり「広沢瓢右衛門」と改名。浪曲師になってからは主に地方興行が多く、全国の一座を転々とした。一時、半引退状態となり芙蓉軒麗花のマネージャー、雑貨屋、映画館、ストリップ劇場の経営などをやり生計を立てていた。
第二次世界大戦後、3代目桂米朝、小沢昭一、永六輔等の勧めで復帰、80歳近くなって朝日放送の『和朗亭』に米朝の推薦で出演し人気を博す。テレビやラジオにも積極的に出演し、朝日放送で『悪声伝』という題のドキュメンタリーが放送され、本も出版された。
東京では木村松太郎とよく二人会を開いていた。

## 代表的な演目
- 雪月花三人娘
- 英国密航
- 太閤記

## 主な受賞歴
- 1974年 - 大阪府民文化賞
- 1979年 - 第8回上方お笑い大賞功労賞
- 1980年 - 芸団協功労賞

## テレビドラマ
- 現代浮かれ節考（朝日放送テレビ、1975年）
- 必殺仕業人第12話「あんたこの役者どう思う」（朝日放送テレビ / 松竹、1976年） - デロリン祭文の瓢念
- なにわの源蔵事件帳（NHK総合テレビジョン、1981年 - 1982年） - だしじゃこ屋

## CM
- カップヌードル「チキンヌードル」（1981年）

## レコード
- 小沢昭一 敬愛シリーズ その1 雪月花三人娘（1976年）
- 太閤記／雪月花三人組（1979年）
- 翔んでまわって瓢右衛門（1979年）
- 広沢瓢右衛門VS桂米朝（1979年）
- 浪花のじいちゃん瓢漂記（1982年）